# Pandorea jasminoides
Pandoréa jasmin
Espèce
Classification APG III (2009)
Pandorea jasminoides, appelé communément Pandoréa jasmin, est une espèce de plantes à fleurs du genre Pandorea et de la famille des Bignoniaceae. C'est une plante grimpante originaire d'Australie.

## Description
La plante peut atteindre 8 mètres de hauteur comme une liane ou un arbuste grimpant. 
Les feuilles majoritairement opposées, parfois aux trois tiers, sont pennées non jumelées et mesurent environ 12 à 17 centimètres de long. Elles se composent de quatre à sept folioles, qui mesurent 4,5 à 6 cm de long et 1,5 à 3 cm de large. Les folioles ont un bord lisse et reposent sur une tige longue de 2 à 4 millimètres ; la base des folioles est asymétrique. Il n'y a pas de stipule.
Les inflorescences sont en thyrse et semblent parfois en grappe ; ils mesurent 6 à 12 cm de long. Les fleurs à cinq pétales hermaphrodites sont plus ou moins zygomorphes. Les cinq sépales verts sont fondus dans un calice de 5 à 7 mm de long. Les cinq pétales sont fusionnés en forme de trompette et mesurent 4 à 6 cm de long. Leur couleur peut être blanche ou rose avec une gorge rouge. La couronne est velue à l'intérieur et à l'extérieur. La couronne en forme de trompette est plus ou moins verticale et a un diamètre de 10 à 20 mm. Les lobes mesurent 2 à 3 cm de long. Les quatre étamines sont deux par deux. L'ovaire est suprême. Il y a un discus. 
Le fruit forme une capsule de 4 à 6 cm de long et d'un diamètre d'environ 1 à 2 cm. Les graines plates sont presque complètement entourées d'une aile membraneuse et ont un diamètre de 10 à 15 mm.

## Répartition
Pandorea jasminoides se trouve dans le sud-est de l'Australie, dans les forêts sclérophylles en zone tropicale humide du Queensland et au nord de la Nouvelle-Galles-du-Sud.

## Jardinage
Pandorea jasminoides fait l'objet de cultivars. Elle pousse dans des zones de rusticité USDA 9 à 10. Elle ne tolère généralement pas les températures inférieures à 5 °C , surtout quand elle est jeune, et doit être cultivée dans une serre fraîche ou une véranda. Les plantes peuvent être placées à l'extérieur pendant les mois d'été.

## Source de la traduction
- (en) Cet article est partiellement ou en totalité issu de l’article de Wikipédia en anglais intitulé « Pandorea jasminoides » (voir la liste des auteurs).